# Gianfrancesco Mauruzzi
Gianfrancesco Mauruzzi (Tolentino, seconda metà XV secolo – Calliano, 10 agosto 1487) è stato un condottiero italiano.

## Biografia
Era figlio di Giambattista e Laura di Napoleone Sinibaldi.
Sposò Paola degli Uberti, figlia del conte di Montedoglio.
Fu tra i personaggi che presero parte alla congiura dei Pazzi (1478). Per conto del papa Sisto IV, da prefetto in carica di Forlì, condusse le truppe papali alle porte del territorio fiorentino perché servissero a Girolamo Riario, all'arcivescovo di Pisa Francesco Salviati e Francesco de' Pazzi al fine di prendere possesso dello stato qualora la congiura fosse riuscita nell'intento di liquidare Lorenzo e Giuliano de Medici.
Nel 1486, su invito di Agostino Barbarigo Doge di Venezia si recò in Tirolo a sostegno delle truppe di Roberto da Sanseverino contro Sigismondo, arciduca d’Austria. Il 10 agosto 1487 durante la battaglia di Calliano Mauruzzi fu catturato e ucciso.